# Петерс, Рене
Рене́ Пе́терс (люкс. René Peters; 15 июня 1981) — люксембургский футболист, игравший на позиции полузащитника. Выступал в национальной сборной Люксембурга. Выступал ранее за бельгийский «Стандард», французский «Кретей» и люксембургский «Свифт». С 2008 года был игроком клуба «Женесс», после поражения его клуба в финале Кубка страны от Ф91 Дюделанж, он сообщил об уходе.
В составе сборной Люксембурга дебютировал 28 апреля 2005 года в матче против сборной Австрии, завершившийся крупной победой австрийцев со счётом 4:1.